# 77式手枪
77式手枪（英語：Type 77 pistol，正式名称：1977年式7.62毫米手枪）是一款由中华人民共和国中国人民解放军济南军区316号兵工厂所研制、北方工業公司所生產的半自動手槍，并且曾在中国人民解放军、武警和多个警察部队的所有分支部队服役，发射7.62×17毫米64式口徑手枪子彈。
77式曾一直是解放军的主要佩槍超过二十年，虽然现在于军队和警察部队方面都正慢慢地被92式所淘汰，但仍然在中國大陸境內当中二线部队和省警察部队中广泛使用。
从1990年起，针对国际市场，还研制了多个77式的衍生型。

## 歷史
繼64式手枪和67式两种微声手枪的研製成功以后，1976年，济南军区军械工厂开始了军官、武警和公安民警自卫武器的研制。而到了1978年，新型佩槍的设计已被选中。1981年，该设计已经完成进行生产，并且命名为77式。

## 設計細節
77式是一把紧凑得是口袋大小的袖珍型反冲作用操作式手枪，发射最初为64式手枪而自行研制的7.62×17毫米64式手枪子弹。77式採用了击針发射式单動操作击发机构，携带时为上弹的弹匣和没有上膛的膛室。
77式的套筒上具有轻微锥度片状準星和固定的缺口式照門。
其彈匣似乎是参考捷克斯洛伐克CZ-52手槍而设计的，其单排式设计的弹匣能够装填7发，而弹匣是藉由按压底把左侧、位于扳机护圈的后部的彈匣釋放按鈕来释放。握把的底部具有枪挂绳环。底把是由單件式塑料環繞式握把所覆蓋，并藉由單個螺釘保留。握把两侧上標有一個圓圈內具有一顆黑色的五角星形圖案。
77式最为独特的特征就是采用一个不起眼的、在20世纪初由枪械设计师维托尔德·切尔立陪尔（Witold Chylewski）所研制的操作系统，该系统最初在路易斯·施邁瑟以下生产，其后改为在德国军火制造公司、雨果·施迈瑟持有的西奥多·伯格曼兵工厂。
这个由德国人研制的“Einhand”系统可让使用者以一手之力，通过向后扣动连接着套筒的扳機護環前部，令子弹上膛。这种扣动动作会将套筒向后推动并且令復進簧也向后收缩。当扳机护圈获得释放时，套筒会返回到位并且几乎在一瞬间将子弹上膛。其膛室具有凹槽，以减少套筒的后座力，这减少了气体压力在弹壳底部的作用。然后在单动操作以下扳机会扣动至击发，而扳机护圈则会在前方自动锁定，以防止正常射击过程中压伤食指。这个系统的一个优点是，出现不点火以下可以只用单手迅速地将不点火的子弹抛出。如果一个使用者喜欢在上膛以下随身携带，可使用位于枪身左侧、握把侧板上方的传统型手动保险让手枪上锁。
最近，中国武警部队已经开始进口了以色列牆角槍系统，并在同一时间，就开始以79式衝鋒槍为基础研发自己的武器的改进型。79式拐弯枪已经略为修改以容纳墙角枪系统，而最显着的地方是将一把77式安装在一个特殊的旋转底座，并且在其枪管下方设有战术灯。其旋转底座可让使用者相互独立地以手枪和冲锋枪射击，而互不影响。另外位于底部的77式的整根枪管还可左转或右转，由于墙角枪侧邊的液晶显示器连接到前方的小型摄像机头，因而能够让使用者看到周围边角的事。

## 衍生型
77式具有五种衍生型，其中三种（NP-20、NP-24和NP-24A）是以M-77B衍生型为蓝本。除了77-1式以外的衍生型都是用于外销，而非中国国內军警任何一方使用。

### 77式
77式（M-77，Model 77）是一款由北方工業公司所生产的77式的精確彷制型。名字是指该枪用於出口而非自用。

### 77乙式
77乙式（M-77B，Model 77B）是於1991年研制、77式的高度修改衍生型。虽然它经常被标榜为“中国军用”手枪，但它是否曾被解放军所采用还尚不清楚。M-77B是一把单动操作手枪，不但重量是原来的77式的两倍，枪身总长度也加长了超过40毫米。底把和套筒是由锻造碳钢材料所制成，而置于握把弯曲的背部的握把侧板则是聚合物结构。M-77B的设计为发射9×19毫米鲁格手枪子弹。由于9×19毫米鲁格弹的膛压比7.62×17毫米64式手枪子弹强大得多，M-77B使用了氣體延遲反沖作用以減低后座力，并具有固定式枪管。小口徑長活塞圓筒位于枪管下方，而导气活塞则连接到套筒。M-77B保留了77式独特的“扳机护圈待击系统”。该枪具有拇指和弹匣保险以及固定的准星和可调节的照門所组成的三点式瞄准具。其单排式设计的弹匣能够装填9发。

### 77B2
77B2型和77B型本质上没有区别，但B型采用了双排弹匣供弹，从9发增加到15发。

### NP-20、NP-24和NP-24A
NP-20手枪是於1993年研制、77乙式的衍生型。该手枪同样是由锻造碳钢材料所制成。雖然NP-20系列通常标榜为“中国警察”，但NP-20系列并沒有被任何公安部门或武警部队的单位使用过。77乙式和NP-20之间的唯一不同之处就是后者移除了“扳机护圈待击系统”。
NP-24手枪（有时被称为77乙2式）是在1995年研制的另一种77乙式的衍生型。77乙式和NP-24的区别除了在移除“扳机护圈待击系统”外，并将原来的9发单排式弹匣改为15发双排式弹匣。
NP-24A手枪是在1998年研制的NP-24手枪的衍生型，并改由高品质的铝合金所制成。NP24A是比NP24要轻0.85克。

### 77-1式
77-1式是77式手枪的出口和内部两用设计的衍生型。77-1式手枪于1988年推出，而它与77式的区別除了在得到加强的握把外，还有8发弹匣容量。这种衍生型推出至今仍然只有很少的信息发布。

## 使用國
- 中华人民共和国
  - 中国人民解放军特种部队
  - 中国人民武装警察部队
  - 中华人民共和国公安部门

## 資料來源
1. ↑  . Sina.com. 2003-07-31  [2008-07-06]. （原始内容存档于2011-07-20） （中文（简体））.
2. ↑  Kokalis, Peter: Weapons Tests And Evaluations: The Best Of Soldier Of Fortune, page 104. Paladin Press, 2001.
3. ↑  . liurong.yuexiu.gov.cn/.   [2008-07-07]. （原始内容存档于2005-12-15） （中文（简体））.
4. 1 2 3  Kokalis, 105
5. ↑  . 2007-04-01  [2008-07-23] （中文（简体））. []
6. ↑  Maxim R. Popenker. .   [2008-07-07]. （原始内容存档于2008-09-14） （英语）.
7. ↑  Ed Buffaloe. . Ed Buffaloe. 2008  [2008-09-26]. （原始内容存档于2009-03-23） （英语）.
8. ↑  . 2001-03-15  [2008-07-06]. （原始内容存档于2008-05-02） （英语）.
9. ↑  Maxim R. Popenker. .   [2008-07-07]. （原始内容存档于2008-09-14） （英语）.

## 外部連結
- （英文）—Modern Firearms—
  - Type 77 pistol（页面存档备份，存于）
  - NORINCO Model 77B pistol（页面存档备份，存于）
- （英文）—Weapon.ge—NORINCO Type 77（页面存档备份，存于）
- （英文）—Chinese Infantry Heavy Weapon & Small Arms | China Defense Mashup
- （英文）—The Firearm Blog.com—POTD: Rack the slide with your trigger finger: The Rare Norinco 77B（页面存档备份，存于）
- （简体中文）—77式手枪系列（页面存档备份，存于）
- （简体中文）—D Boy Gun World（槍炮世界）—1977年式手枪（页面存档备份，存于）
- （繁體中文）—Civilian Gunner—77式手槍  PRC（页面存档备份，存于）